# Winsen (Holstein)
Winsen település Németországban, Schleswig-Holstein tartományban. Lakosainak száma 358 fő (2023. december 31.).

## Népesség
A település népességének változása:
| Lakosok száma | 241  | 396  | 388  | 364  | 352  | 358  |
|               | 1975 | 2017 | 2019 | 2021 | 2022 | 2023 |